# 韋根 (印第安納州)
韋根（英語：Wegan）是位於美國印地安納州傑克遜縣的一個非建制地區。該地的面積和人口皆未知。